# Thomas Talbot
Thomas Talbot, född 7 september 1818 i Cambridge, New York, död 6 oktober 1886 i Lowell, Massachusetts, var en amerikansk politiker (republikan). Han var viceguvernör i delstaten Massachusetts 1873–1875 (tillförordnad guvernör 1874–1875) och sedan guvernör 1879–1880.
Talbot var verksam som affärsman inom textilindustrin i Massachusetts. År 1873 efterträdde han Joseph Tucker som viceguvernör och efterträddes 1875 av Horatio G. Knight. Guvernör William B. Washburn avgick 1874 och Talbot var tillförordnad guvernör fram till slutet av Washburns mandatperiod. År 1879 efterträdde Talbot sedan Alexander H. Rice som guvernör och efterträddes 1880 av John Davis Long. Talbot avled 1886 och gravsattes på Lowell Cemetery i Lowell i Massachusetts.